# 邱景章
邱景章（1872年—1920年），字端甫，号苏斋生，安徽全椒县人，晚清进士，学者。

## 生平
邱景章世居城内金家巷。其父母早丧，16岁入选廪生，18岁乡试中举，光绪三十年（1904年）中进士，殿试居三甲第五十名，试署湖南嘉禾、宁乡、清泉知县，后实任邵阳知县、宝庆知府。民国元年（1912年）春，安徽都督柏文蔚聘其为政治顾问，因故未能成行。同年出任全椒县首届参议会议长、全椒中学校长。

## 其他
全椒境内有明隆庆六年所建之“奎光楼”。为纪念共和，民国元年，改“奎光楼”为“国光楼”（现为安徽省文物保护单位），邱景章撰长联一副悬于楼内，名震一时。其联至今尚存：
政革卯酉，统通丑寅。恨老天忒不仁，忍抛却四万万黄民。任南拉丁、西条顿、北海斯拉夫，伺隙争来。攘攘几家儿，腾踔中原，吁何劫运。
尔雅方言，春秋朝报。愿吾党休自馁，好准备一双双赤手。算椒伍举，棠专诸，阜陵范亚夫，留芳未艾。区区百里境，涎育豪杰，是我乡风。

## 主要著作
- 《蹯窟诗文稿》
- 《蹯窟诗话》
- 《桑梓述记》
- 《从政随笔》